# Ottico Meccanica Italiana
Ottico Meccanica Italiana (kurz: OMI; deutsch „Italienische Optomechanik“) ist ein ehemaliges italienisches Unternehmen der Optomechanik. Spezialisiert war es auf die Photogrammetrie. Es fertigte  Instrumente und Messgeräte für die Luftbildfotografie, insbesondere zur Auswertung von Fotogrammen.

## Geschichte
Die Firma wurde im Jahr 1926 durch den Italiener Umberto Nistri (1895–1962) in Rom gegründet. Nach seinem Tod übernahm sein Sohn Raffaello (1920–1981) die Unternehmensleitung für nahezu zwanzig weitere Jahre. Anfang der 1980er-Jahre wurde OMI schließlich vom traditionsreichen italienischen Hubschrauberhersteller Agusta übernommen.
Wenig bekannt ist, dass OMI neben den optomechanischen Produkten im Jahr 1939, also unmittelbar zu Beginn des Zweiten Weltkriegs, im Geheimen auch eine Rotor-Chiffriermaschine entwickelte. Die als OMI Alpha bezeichnete Maschine war ähnlich wie die deutsche Enigma D aufgebaut, hatte aber fünf Rotoren (und nicht nur vier). Gelegentlich wird sie auch als „italienische Enigma“ bezeichnet. Nach dem Krieg, um 1954, also während der Frühzeit des Kalten Krieges, folgte der OMI Criptograph,  gegen Ende der 1950er-Jahre dann der OMI Cryptograph-CR und schließlich in den frühen 1960er-Jahren der OMI Cryptograph-CR Mk II.